# Irineu Resende Guimarães
Dom Irineu Resende Guimarães O.S.B. anteriormente conhecido como Padre Marcelo Rezende Guimarães (Rio Pardo, 3 de abril de 1959 — Tarbes, 10 de outubro de 2015), foi monge beneditino e educador pacifista,  escritor e teólogo, doutor em Educação pela UFRGS, autor de diversos artigos e livros, cabendo destaque sua tese doutoral, "Educação para a Paz: sentidos e dilemas", publicado pela editora EDUCS. Nos seus últimos anos residiu na Abadia Notre Dame de Tournay, nos Altos Pirenéus, França, e publicava mensalmente orações pela paz em seu blog, com traduções para 7 idiomas.

## Biografia
Dedicado à religião, foi ordenado padre em 1985, ele assume uma paróquia e dá aulas de ensino religioso na Universidade, antes de se tornar o coordenador da Pastoral diocesana. De 1993 a 1996, ele passa um primeiro período no Mosteiro de Goiás. Ao voltar para sua diocese, ele se empenha convicto, junto com outros, no trabalho pela paz, e em 2003, ele defende uma tese de doutorado em educação. Nesses anos, ele foi o capelão de uma comunidade de monjas beneditinas que acabara de se implantar na sua diocese. Ao voltar para Goiás, em 2005, ele foi o Prior do Mosteiro de 2007 até o fechamento deste no final de 2009. Ele se juntou assim à comunidade de Tournay, da qual ele foi Prior de 2010 até 2013. Desde 2008, apareceram os primeiros sintomas da doença ELA. Foi um longo combate que o levou à dependência total que ele viveu em total entrega, continuando a trabalhar pela paz até o fim, através de seus escritos, através de múltiplos contatos e através da sua prece que dizia assim: “Eu ofereço a minha doença para que ela se torne paz no mundo”, numa fé sem falhas, ele fez suas as palavras de São Paulo (Romanos 8,28) “quando os homens amam a Deus, ele mesmo faz tudo contribuir para o seu bem”.
Enquanto educador pacifista ativo, deu voz a diversas iniciativas. "Em Santa Cruz do Sul, na década de 1990, fundou e coordenou a rede Em Busca da Paz, reunindo jovens de comunidades católicas da região em torno da causa pacifista, e liderou o Movimento de Direitos Humanos da cidade. Depois de mudar-se para Porto Alegre, no início dos anos 2000, passou a organizar movimentos como o Comitê Gaúcho Pelo Desarmamento, o Programa de Prevenção à Violência no Meio Escolar, a ONG Educadores Para a Paz e a Campanha Brasileira pelo Banimento de Minas Terrestres. Ainda em dedicação à causa, dom Irineu abriu uma nova perspectiva no campo acadêmico. Ingressou no mestrado em Educação da UFRGS e, diante da profundidade de sua pesquisa, passou direto ao doutorado, defendendo, em 2003, a primeira tese do país sobre educação para a paz. Lecionou e escreveu livros e dezenas de artigos nos quais aborda questões como não violência, resolução de conflitos e desarmamento. Ele tinha graduação em Teologia e em Filosofia".

Nos últimos anos de sua vida, vivia com equipamentos que o ajudavam a respirar e se comunicava por meio de um computador comandado com o movimento dos olhos. Como a doença não lhe afetava o raciocínio, ele seguir produzindo. Além de escrever uma oração pela paz mensalmente em seu blog, redigiu o livro "Correspondência com Irene: Meditações sobre a Paz e a Não Violência". 

## Formação
Nascido no sul do Brasil, Dom Irineu viveu seus primeiros anos em  Porto Alegre, e de sua família cultivada ele recebeu uma educação marcada pelo espírito de abertura. Dom Irineu cursou quatro anos de arquitetura na UFRGS, após concluiu a Licenciatura em Filosofia - Nossa Senhora da Imaculada Conceição em 1981, graduação em Licenciatura em Teologia pela Pontifícia Universidade Católica do Rio Grande do Sul no ano de 1990 e doutorado em Educação pela Universidade Federal do Rio Grande do Sul em 2003.

## Obra

### Livros sobre Educação para a Paz
GUIMARÃES, M. R. Aprender a
educar para a paz: instrumental para capacitação de educadores em educação para
a paz. Goiás: Editora Rede da Paz, 2006.
GUIMARÃES, M. R. Cidadãos do Presente: crianças e jovens na luta
pela paz. 3. ed. São Paulo:
Saraiva, 2005.
GUIMARÃES, M. R. A new world is
possible: ten good reasons to educate for peace, practice tolerance, promote
interfaith dialogue, be in solidarity and promote human rights. London:
World Association for Christian Communication, 2005.
GUIMARÃES, M. R. Educação para a paz: sentidos e dilemas. Caxias
do Sul: Editora da Universidade de Caxias do Sul, 2005.
GUIMARÃES, M. R. Um novo
mundo é possível: dez boas razões para educar para a paz, praticar a
tolerância, promover o diálogo inter-religioso, ser solidário, promover os
direitos humanos. São Leopoldo RS: Sinodal, 2004.
GUIMARÃES, M. R.; PINHEIRO, Leandro. Tribos nas trilhas da
cidadania: histórias e guias para o voluntariado juvenil. 1. ed. Porto Alegre:
ONG Parceiros Voluntários, 2004.
GUIMARÃES, M. R. (Org.). Cultura de paz: guia para a
transformação social. São Paulo: Salesiana, 2004. 

### Livros Teológicos
Rezende.; CARPANEDO, Penha.; FONSECA; Joaquim. Celebrando por ocasião da morte: subsídio para velório, última encomendação e sepultamento. São Paulo: Paulinas,2011.(OBSERVAÇÃO: Este é o único livro assinado com o nome de Irineu, todos os, demais são assinados como Marcelo.)
GUIMARÃES, M. R.; LIMA,
Julio Cesar de. Celebrações e orações pela paz. São Paulo: Paulinas, 2005.
GUIMARÃES, M. R.; CARPANEDO, Penha. Dia do Senhor: guia para as celebrações das comunidades:
ciclo pascal ABC. 2. ed. São Paulo: Paulinas, 2004.
GUIMARÃES, M. R.; CARPANEDO, Penha. Dia do Senhor: guia para as celebrações das comunidades:
ciclo do Natal ABC. São Paulo: Paulinas; Apostolado Lirtúrgico, 2002.
GUIMARÃES, M. R.;
CARPANEDO, Penha. Dia do Senhor: guia para as celebrações das comunidades: tempo comum, ano A. 2. ed. São Paulo: Paulinas; Apostolado Litúrgico, 2004.
GUIMARÃES, M. R.;
CARPANEDO, Penha. Dia do Senhor, guia para as celebrações das comunidades: tempo comum, ano B. São Paulo: Paulinas, 2003.
GUIMARÃES, M. R.;
CARPANEDO, Penha. Ofício da novena do Natal. São Paulo: Paulinas; Apostolado Litúrgico, 2002.
GUIMARÃES, M. R.; SOUZA, M. B. O novo catecismo: a oração
cristã. 1. ed. Petrópolis: Vozes, 1995.
GUIMARÃES, M. R.; SOUZA, M. B. A oração cristã: conversando com
o catecismo sobre oração. Petrópolis, RJ: Vozes, 1995. 96p. (Col. Novo
catecismo, subsídios para estudo)
GUIMARÃES, M. R. Conversando com os pais e mães da Igreja.
Petrópolis: Vozes, 1994.
GUIMARÃES, M. R.; GORGEN, S. Ensino social da Igreja: desafio às
comunidades. 2. ed. Petrópolis: Vozes, 1992.

## Cronologia
- 03/04/1959 – Nascimento, em Rio Pardo-RS, no Hospital dos Passos, às 0h15min, quarto filho de Lêda Rezende Guimarães e João de Alencastro Guimarães.
- 03/04/1959 – Registrado no Livro de Assentamentos de Nascimento A/24, folhas 498, número 19.782, do Cartório de Registro Civil das Pessoas Naturais, de Rio Pardo, RS, sendo João de Alencastro Guimarães declarante e testemunhas, Mario de Andrade Neves Meirelles e Cláudio Anibal Pereira Rêgo Ferreira.
- 11/04/1959 – Batismo, na Igreja Matriz Nossa Senhora do Rosário, em Rio Pardo, por Pe. Erno José Birck, sendo padrinhos Maria Vieira Cardoso e Armando Cardoso.
- 24/04/1960 – Crisma, na Igreja Matriz Nossa Senhora do Rosário, em Rio Pardo, por D. Alberto Frederico Etges, sendo padrinho Hugo Rezende Guimarães.
- 1964 – Jardim de Infância, Grupo Escolar Argentina, Porto Alegre.
- 1965 – Primeiro Ano do Curso Primário, Escola Estadual Dom Diogo de Souza, Porto Alegre.
- 1966-1969 – Segundo ao Quinto Ano do Curso Primário, Grupo Escolar Othelo Rosa, Porto Alegre.
- 28/07/1967 – Primeira Comunhão, realizada na Igreja de Nossa Senhora Conceição, por Mons. Elio Pereira.
- 1970-1972 – Primeira à Terceira Série do Curso Ginasial, Colégio de Aplicação, da Faculdade de Educação da Universidade Federal do Rio Grande do Sul, Porto Alegre, RS.
- 13/05/1973 – Atropelamento e interrupção dos estudos.
- 1973 – Oitava Série do Ensino Fundamental, Colégio de Aplicação, da Faculdade de Educação da Universidade Federal do Rio Grande do Sul, Porto Alegre, RS.
- 1974-1976 – Curso Colegial, Colégio de Aplicação, da Faculdade de Educação da Universidade Federal do Rio Grande do Sul, Porto Alegre, RS.
- 1977 – Ingresso na Faculdade de Arquitetura, da Universidade Federal do Rio Grande do Sul, Porto Alegre, RS.
- 01/03/1979 – Ingresso no Seminário Maior Nossa Senhora da Imaculada Conceição, Viamão, RS.
- 19/12/1981 – Colação de Grau de Licenciado em Filosofia pela Faculdade de Filosofia Nossa Senhora da Imaculada Conceição, Viamão, RS.
- 03/07/1983 – Rito de Admissão às ordens, na Igreja Matriz de Nossa Senhora de Lourdes, Estância Mariante, RS.
- 18/12/1983 – Rito do Leitorado, na Igreja Matriz de Nossa Senhora do Rosário, em Rio Pardo, por D. Alberto Frederico Etges.
- 02/09/1984 – Rito do Acolitado, na Igreja Matriz de Nossa Senhora da Imaculada Conceição, Santa Cruz do Sul, por D. Alberto Frederico Etges.
- 07/07/1985 - Ordenação diaconal, por Dom Alberto Etges, na Capela..., Paroquia Nossa Senhora do Rosário, em Rio Pardo.
- 13/12/1985 - Ordenação presbiteral, por Dom Alberto Etges, na Igreja Matriz de Nossa Senhora do Rosário, em Rio Pardo.
- 15/12/1985 – Primeira missa solene, na Igreja Matriz de Nossa Senhora do Rosário, em Rio Pardo.
- 1986-1987 – Vigário Paroquial da Catedral São João Batista, de Santa Cruz do Sul;
- 1988-1991 – Coordenador Diocesano de Pastoral, Diocese de Santa Cruz do Sul;
- 12/01/1990 – Colação de Grau de Licenciado em Teologia pela Pontifícia Universidade Católica do Rio Grande do Sul, Porto Alegre, RS.
- 1992 – Diretor do Centro Diocesano de Pastoral no Mundo do Trabalho
- 27/11/1992 – Ingresso no Mosteiro da Anunciação do Senhor, Goiás, GO.
- 07/02/1993 – Inicio do Noviciado, no Mosteiro da Anunciação do Senhor, Goiás, GO.
- 02/02/1995 – Profissão Monástica Temporária, nas mãos de Dom Marcelo de Barros Souza, no Mosteiro da Anunciação do Senhor, Goiás, GO.
- 10/1995 – Partida do Mosteiro.
- 1996-2001 – Assessor da Rede Em Busca da Paz, Santa Cruz do Sul.
- 1997-2001 – Capelão do Mosteiro da Santíssima Trindade, Santa Cruz do Sul.
- 1999 – Ingresso no Programa de Pos-Graduação em Educação da Universidade Federal do Rio Grande do Sul, Porto Alegre, RS.
- 23/01/2003 – Defesa de Tese de Doutorado em Educação, na Universidade Federal do Rio Grande do Sul, Porto Alegre, RS.
- 2003-2005 – Professor nos Cursos de Pedagogia e Filosofia da Pontifícia Universidade Católica do Rio Grande do Sul, Campus de Viamão.
- 23/12/2005 – Reingresso no Mosteiro da Anunciação do Senhor, Goiás, GO.
- 08/04/2007 – Renovação da Profissão Monástica, Abadia Notre Dame de Tournay, França, recebendo o nome monástico de Irineu.
- 19/04/2007 – Prior do Mosteiro da Anunciação do Senhor, Goiás, GO.
- 27/04/2008 – Profissão Monástica Solene e Consagração Monacal, nas mãos de Dom Joel Chauvelot, no Mosteiro da Anunciação do Senhor, Goiás, GO.
- 16/11/2009 – Chegada em França.
- 23/05/2010 – Prior da Abadia Notre Dame de Tournay.
- 13/02/2013 – Resignação como prior.
- 10/10/2015 - Falecimento em Tarbes, França, decorrência de anos do desenvolvimento de Esclerose Lateral Amiotrófica. Sepultamento dia 12 na Abadia de Tournay, França.[5]